# Дабейба
Дабейба (исп. Dabeiba) — город и муниципалитет на западе Колумбии, на территории департамента Антьокия. Входит в состав субрегиона Западная Антьокия.

## История
Поселение, из которого позднее вырос город, было основано 3 ноября 1850 года. Муниципалитет Дабейба был выделен в отдельную административную единицу в 1887 году.

## Географическое положение

Муниципалитет Дабейба

Город расположен в западной части департамента, в гористой местности Западной Кордильеры, на расстоянии приблизительно 108 километров к северо-западу от Медельина, административного центра департамента. Абсолютная высота — 971 метр над уровнем моря.

Муниципалитет Дабейба граничит на севере с муниципалитетами Мутата и Итуанго, на востоке — с муниципалитетом Пеке, на юго-востоке — с муниципалитетом Урамита, на юге — с муниципалитетом Фронтино, на западе — с муниципалитетом Муриндо, а также с территорией департамента Чоко. Площадь муниципалитета составляет 2262 км².

## Население
По данным Национального административного департамента статистики Колумбии, совокупная численность населения города и муниципалитета в 2012 году составляла 23 643 человек.
Динамика численности населения муниципалитета по годам:
| 2005   | 2006   | 2007   | 2008   | 2009   | 2010   | 2011   | 2012   |
| ------ | ------ | ------ | ------ | ------ | ------ | ------ | ------ |
| 24 084 | 24 036 | 23 984 | 23 926 | 23 863 | 23 795 | 23 722 | 23 643 |

Согласно данным переписи 2005 года мужчины составляли 50 % от населения Дабейбы, женщины — соответственно 50 %. В расовом отношении белые и метисы составляли 86,2 % от населения города; индейцы — 13,2 %; негры, мулаты и райсальцы — 0,6 %.
Уровень грамотности среди всего населения составлял 65,8 %.

## Экономика
Основу экономики Дабейбы составляет сельскохозяйственное производство. На территории муниципалитета выращивают фасоль, томаты, маракуйю и другие культуры.

59,6 % от общего числа городских и муниципальных предприятий составляют предприятия торговой сферы, 31,5 % — предприятия сферы обслуживания, 8,3 % — промышленные предприятия, 0,6 % — предприятия иных отраслей экономики.